# Kołomyckie
Kołomyckie (biał. Каламыцкія; ros. Коломыцкие) – wieś na Białorusi, w obwodzie grodzieńskim, w rejonie werenowskim, w sielsowiecie Misiewicze.
Do II wojny światowej okolica szlachecka. W dwudziestoleciu międzywojennym leżało w Polsce, w województwie nowogródzkim, w powiecie lidzkim, w gminie Myto/Wawiórka. Po II wojnie światowej w granicach Związku Sowieckiego. Od 1991 w niepodległej Białorusi.